# Liste der Biografien/Fac
Liste der Biografien |
Portal Biografien |
Personensuche
# |
A |
B |
C |
D |
E |
F |
G |
H |
I |
J |
K |
L |
M |
N |
O |
P |
Q |
R |
S |
T |
U |
V |
W |
X |
Y |
Z |
?
 
Fa |
Fe |
Ff |
Fh |
Fi |
Fj |
Fk |
Fl |
Fm |
Fn |
Fo |
Fr |
Ft |
Fu |
Fy
 
Faa |
Fab |
Fac |
Fad |
Fae |
Faf |
Fag |
Fah |
Fai |
Faj |
Fak |
Fal |
Fam |
Fan |
Fao |
Fap |
Faq |
Far |
Fas |
Fat |
Fau |
Fav |
Faw |
Fax |
Fay |
Faz
Die Liste der Biografien führt alle Personen auf, die in der deutschsprachigen Wikipedia einen Artikel haben. Dieses ist eine Teilliste mit 98 Einträgen von Personen, deren Namen mit den Buchstaben „Fac“ beginnt.

## Fac

### Faca
- Facal, Carole, kanadische Singer-Songwriterin

### Facc
- Faccani, Clemente (1920–2011), italienischer Geistlicher, vatikanischer Diplomat, Titularerzbischof von Serra
- Facchetti, Adriana (1921–1993), italienische Schauspielerin
- Facchetti, Giacinto (1942–2006), italienischer FußballspielerGiacinto Facchetti (1942–2006)

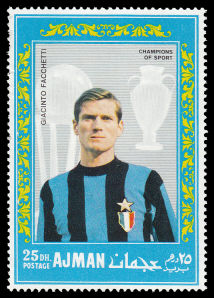
Giacinto Facchetti (1942–2006)

- Facchetti, Paul (1912–2010), italienisch-französischer Fotograf und Kunsthändler
- Facchin, Andrea (* 1978), italienischer Kanute
- Facchin, Jacopo (* 1995), italienischer Grasskiläufer
- Facchinetti, Camillo Vittorino (1883–1950), italienischer Ordensgeistlicher und römisch-katholischer Apostolischer Vikar von Tripolis
- Facchinetti, Cesare (1608–1683), Kardinal der Römisch-katholischen Kirche
- Facchinetti, Cipriano (1889–1952), italienischer Politiker (PRI), Mitglied der Camera dei deputati
- Facchinetti, Francesco (* 1980), italienischer Fernsehmoderator, DJ, Sänger und Musikproduzent
- Facchinetti, Gilbert (1936–2018), Schweizer Unternehmer und Fußballfunktionär
- Facchinetti, Mickaël (* 1991), Schweizer Fußballspieler
- Facchinetti, Roby (* 1944), italienischer Musiker
- Facchini, Adriano (* 1983), brasilianischer Fußballtorhüter
- Facchini, Fiorenzo (* 1929), italienischer Paläoanthropologe und katholischer Priester
- Facchini, Giacomo (* 1897), brasilianischer Fußballspieler
- Facchini, Josè (* 1972), italienischer Squashspieler
- Facchini, Patrick (* 1988), italienischer Radrennfahrer
- Facci, Loris (* 1983), italienischer Schwimmer
- Facci, Mauro (* 1982), italienischer Radrennfahrer
- Facciani, Cesare (1906–1938), italienischer Radrennfahrer
- Faccini, Andrea (* 1966), italienischer Radrennfahrer
- Faccini, Bartolomeo Filippo (1532–1577), italienischer Maler
- Faccini, Enrico (* 1962), italienischer Comiczeichner und -autor
- Faccini, Girolamo (1547–1614), italienischer Maler
- Faccini, Luigi (* 1939), italienischer Dokumentarfilmer, Filmregisseur und Drehbuchautor
- Faccini, Pietro (1562–1602), italienischer Maler, Zeichner und Kupferstecher
- Faccio, Franco (1840–1891), italienischer Komponist und Dirigent
- Faccius, Johann (1698–1775), deutscher evangelischer Theologe, Philosoph und Philologe
- Facco Bonetti, Gianfranco (* 1940), italienischer Jurist und Diplomat und Ritter des Souveränen Malteserordens
- Facco, Giacomo (1676–1753), italienischer Violinist, Kapellmeister und Komponist
- Facco, Leopold (1907–1993), österreichischer Fußballspieler

### Face
- Facelli, Luigi (1898–1991), italienischer Hürdenläufer und Sprinter
- Facen, Willi (1930–2022), Schweizer Aquarellist, Maler, Zeichner und Zeichenlehrer
- Facer, Jada (* 2001), US-amerikanische Sängerin und Schauspielerin
- Facerías, Josep Lluís (1920–1957), spanischer Anarchist, Syndikalist und Widerstandskämpfer
- Facetti, Carlo (* 1935), italienischer Automobilrennfahrer und Unternehmer
- Facey, Albert (1894–1982), australischer Autor
- Facey, Simone (* 1985), jamaikanische Leichtathletin

### Fach
- Fach, Alexander (1815–1883), deutscher Bauingenieur, Architekt und kommunaler Baubeamter
- Fach, Holger (* 1962), deutscher Fußballspieler und -trainer
- Fach, Wolfgang (* 1944), deutscher Politologe
- Fachbach, Markus (* 1982), deutscher Triathlet
- Fache, Sabine (* 1946), deutsche Politikerin (Die Linke), MdV, MdB
- Fächer, Johannes (1770–1821), Landtagsabgeordneter Großherzogtum Hessen
- Fachie, Neil (* 1984), schottischer Behindertensportler
- Fachleitner, Edouard (1921–2008), französischer Radrennfahrer
- Fachleutner, Karl (1921–2006), österreichischer Landwirt, Ökonomierat und Politiker (ÖVP), Abgeordneter zum Nationalrat, Mitglied des Bundesrates
- Fachr ad-Dīn II. (1572–1635), libanesischer Fürst, Heerführer, Freiheitskämpfer
- Fachr ad-Din Turan Schah († 1260), Ayyubidenprinz
- Fachr ad-Din Yusuf († 1250), Mamluke
- Fachri Pascha, Mahmud (1884–1955), ägyptischer Politiker
- Fachrisadeh, Mohsen (1958–2020), iranischer Kernphysiker
- Fachs, Ludwig (1497–1554), deutscher Jurist und Bürgermeister von Leipzig
- Fachtali, Karim (* 1988), niederländischer Fußballspieler
- Fachtmann, Theodor Christian (1815–1894), deutscher Jurist und Politiker

### Faci
- Faci, Toufik (* 1974), deutsch-algerischer Boulespieler
- Facinelli, Peter (* 1973), US-amerikanischer SchauspielerPeter Facinelli (* 1973)

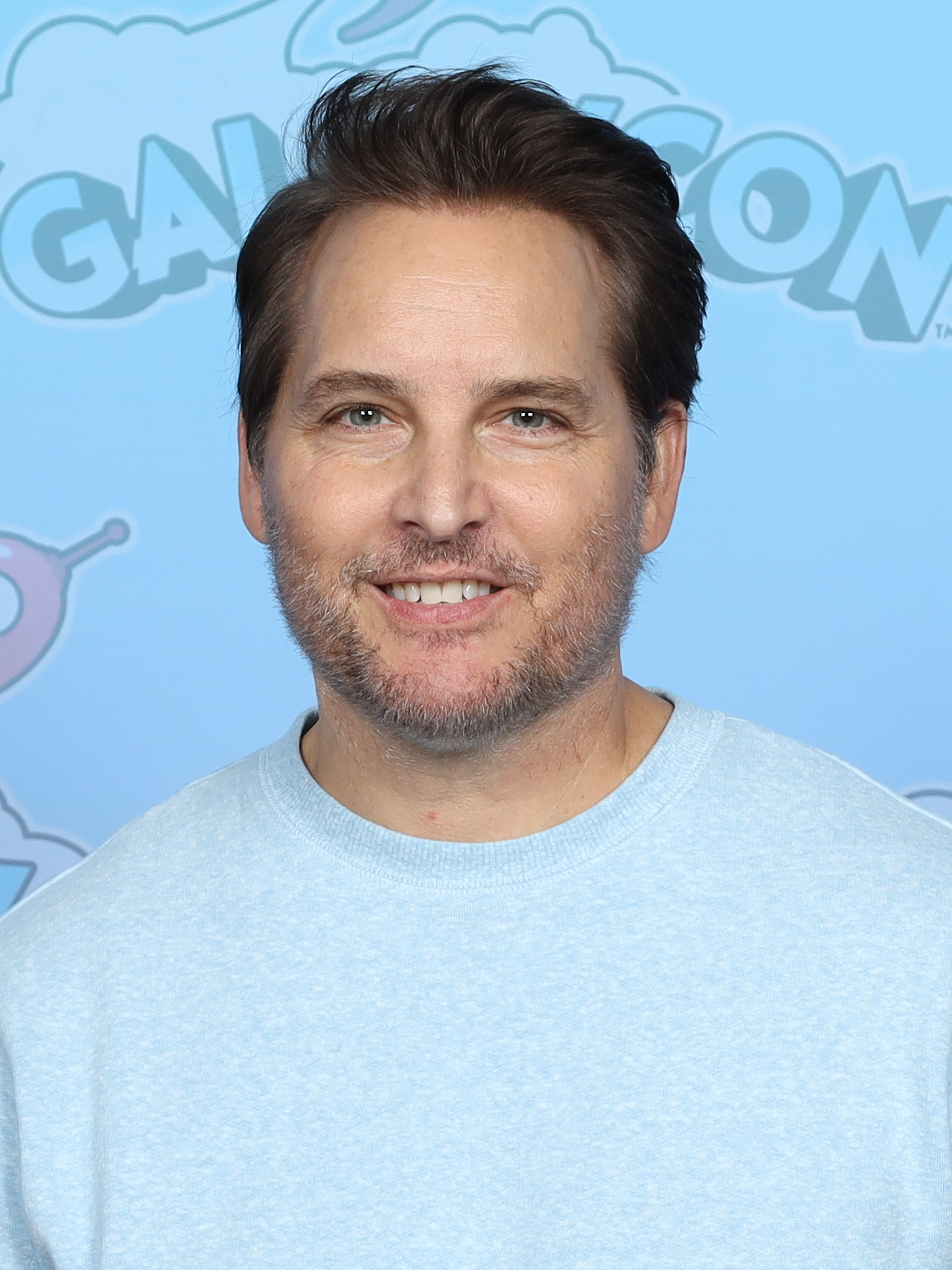
Peter Facinelli (* 1973)

- Facio, Bartolomeo († 1457), italienischer Humanist und Astrologe
- Facio, Giannina (* 1955), costa-ricanische Filmschauspielerin, Filmproduzentin und Sängerin
- Facio, Gonzalo (1918–2018), costa-ricanischer Diplomat und Politiker
- Facioli, Lino (* 2000), österreichischer Filmschauspieler
- Facius, Adolf (1803–1872), deutscher Diakon, Lehrer und Schulgründer
- Facius, Angelica Bellonata (1806–1887), deutsche Bildhauerin, Medailleurin und Gemmenschneiderin
- Facius, Friedrich (1907–1983), deutscher Archivar und Historiker
- Facius, Friedrich Wilhelm (1764–1843), deutscher Graveur, Steinschneider, Hofmedailleur, Erfinder
- Facius, Gernot (* 1942), deutscher Journalist
- Facius, Johann Friedrich (1750–1825), deutscher Pädagoge und Altphilologe
- Facius, Rudolph (1861–1921), deutscher Unternehmer und Politiker, MdL (Königreich Sachsen)
- Facius, Siegfried (1915–1968), deutscher Tischtennisspieler

### Fack
- Fack, Andreas (1863–1931), deutscher Lehrer und Rhöndichter (Komponist und Texter des Rhönlieds)
- Fack, Carl Ludwig (1820–1870), Landtagsabgeordneter
- Fack, Fritz Ullrich (1930–2019), deutscher Journalist, Herausgeber der Frankfurter Allgemeinen Zeitung
- Fack, Marx (1823–1911), deutscher Gymnasiallehrer und Naturforscher
- Fackeldey, Gisela (1920–1986), deutsche Schauspielerin
- Fackelmann, Anton (1916–1985), österreichischer Konservator und Autor
- Fackelmann, Hans (1933–1979), rumänischer Architekt und Hochschullehrer
- Fackenheim, Emil (1916–2003), deutsch-amerikanischer Philosoph
- Fackh, Andreas († 1727), österreichischer Arzt, Hofmedicus und Dekan der Medizinischen Fakultät in Wien
- Facklam, Mats (* 1996), deutscher Fußballspieler
- Facklam, Peter (1930–2023), Schweizer Politiker (LDP)
- Facklam, Wilhelm (1893–1972), deutscher Landschaftsmaler
- Fackler, Franz (1895–1963), deutscher Widerstandskämpfer zur NS-Zeit, bayerischer Monarchist, CSU-Mitglied, Münchner Stadtrat
- Fackler, Guido (* 1963), deutscher Kulturwissenschaftler, Volkskundler, Museologe und Hochschullehrer
- Fackler, Johann Joseph (1698–1745), Maler in Salzburg
- Fackler, Matthias (1721–1792), deutscher Altarschreiner des Erdinger und Dorfener Raums
- Fackler, Wolfgang (* 1975), deutscher Politiker (CSU), MdL

### Faco
- Facó, Edgar (1882–1972), brasilianischer General
- Façon, Nina (1909–1974), rumänische Romanistin, Italianistin und Übersetzerin
- Facos, Michelle (* 1955), US-amerikanische Kunsthistorikerin

### Facq
- Facquet, Vincent (* 1968), französischer Poolbillardspieler

### Fact
- Facta, Luigi (1861–1930), italienischer Politiker, Mitglied der Camera dei deputatiLuigi Facta (1861–1930)

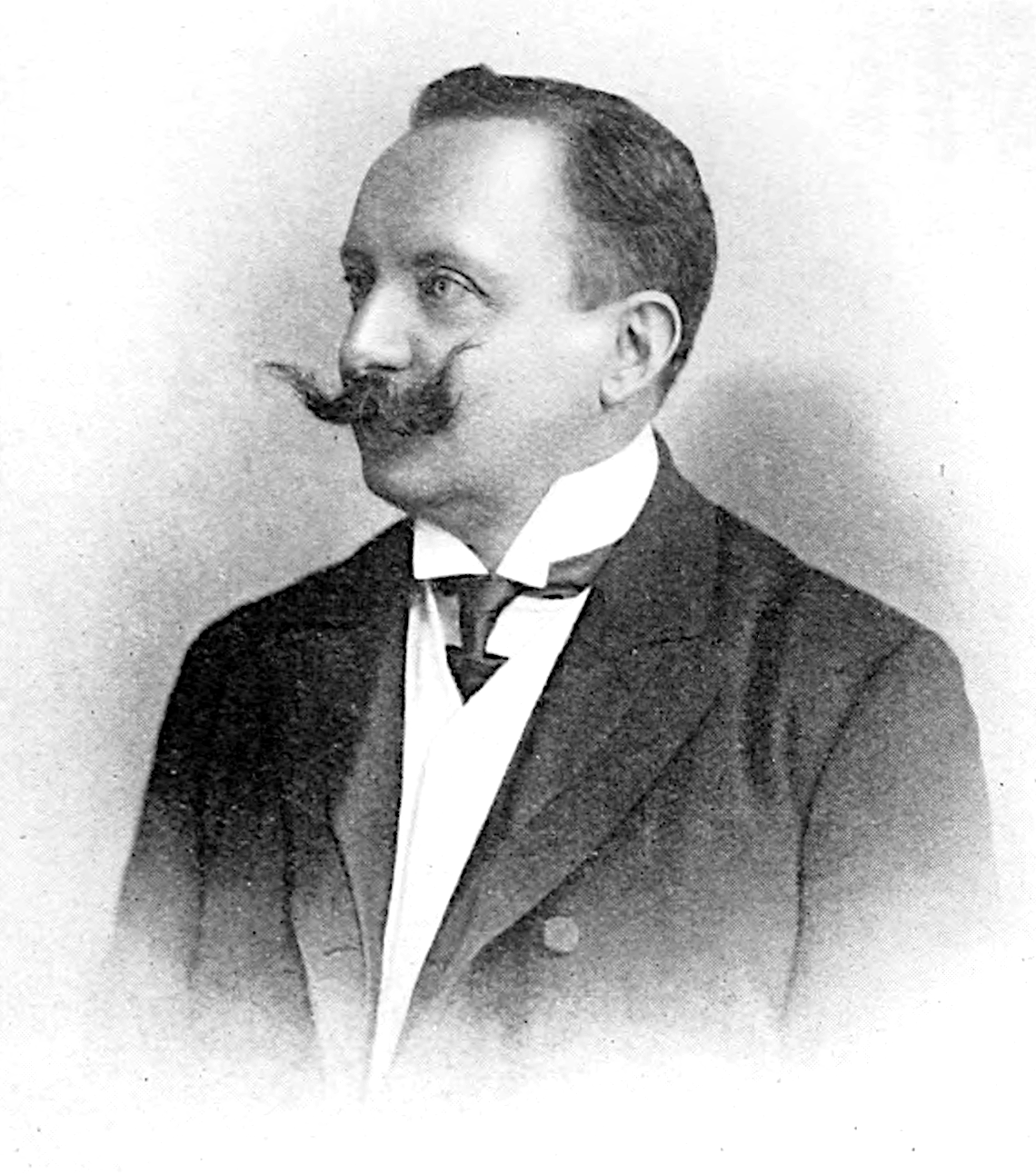
Luigi Facta (1861–1930)

- Factor, Max (1877–1938), US-amerikanischer Unternehmer
- Factor, Robert, US-amerikanischer Schauspieler

### Facu
- Facundo, Héctor (1937–2009), argentinischer Fußballspieler
- Facundus, Märtyrer
- Facussé Barjum, Miguel (1924–2015), honduranischer Unternehmer